# El presidio
The Big House (conocida en español como El Presidio) es una película policíaca estadounidense de 1930  dirigida por George W. Hill, distribuida por los estudios Metro-Goldwyn-Mayer y protagonizada por Chester Morris, Wallace Beery, Lewis Stone y Robert Montgomery. En el reparto también aparecían Leila Hyams, George F. Marion, J. C. Nugent, Karl Dane y Tom Kennedy. La historia y el guion fue escrito por Frances Marion, con aportaciones en los diálogos de Joe Farnham y Martin Flavin. La historia fue inspirada por una oleada de disturbios en 1929 y la consiguiente investigación federal. A partir de esos hechos, George Hill escribió un relato de veintisiete páginas llamado "El reino del terror: una historia de crimen y castigo". Irving Thalberg dio el visto bueno al guion y asignó a Frances Marion la tarea de trabajar sobre la idea de George Hill.
Lon Chaney fue elegido originalmente para el papel de Butch, un violento criminal que dirigía el bloque de celdas de la prisión. Tras la muerte de Chaney debido a un cáncer, el papel fue otorgado a Wallace Beery. La película lanzó la carrera de  Beery en el cine sonoro; a pesar de ser uno de los principales actores de reparto y el protagonista frecuente de películas mudas, en la Paramount, su anterior estudio, y con la llegada del sonido, se vio relegado a un segundo plano, y ello a pesar de haber grabado una exitosa prueba de voz. Después de que The Big House se convirtiera en un éxito y su interpretación le valiese una nominación al Óscar como mejor actor, se convirtió en el actor mejor pagado del mundo en dos años.
Marion ganó el Premio de la Academia al mejor guion y Douglas Shearer consiguió el premio al mejor sonido en su primera entrega. La película además fue nominada en la categoría de mejor película. The Big House fue una de las primeras películas de prisiones hecha y fue una gran influencia en el género.

## Argumento

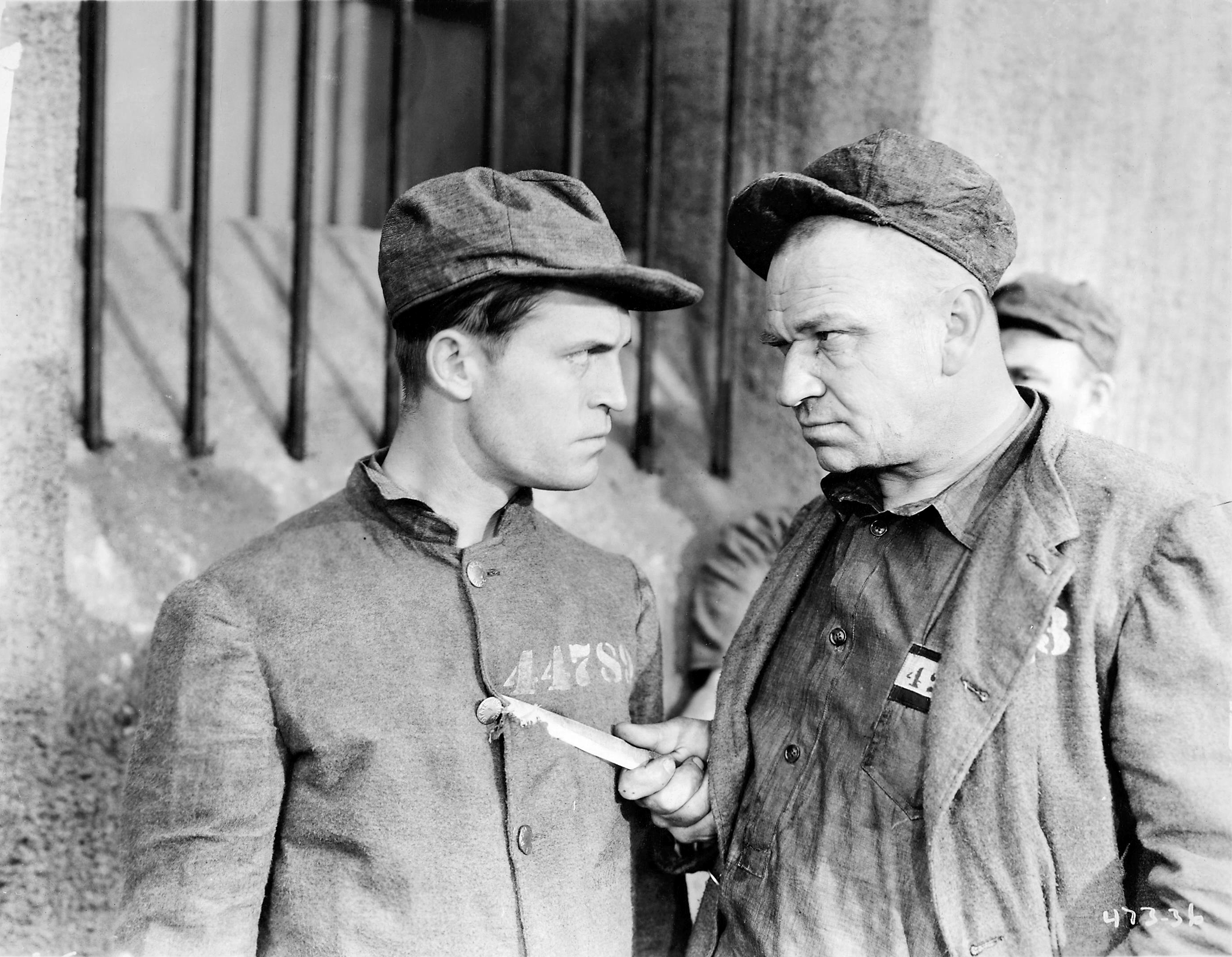
Chester Morris y Wallace Beery en The Big House

Kent (Robert Montgomery), un conductor borracho que accidentalmente mata a un hombre, es sentenciado a diez años de prisión por homicidio involuntario. En una prisión atestada, diseñada para albergar a 1800 presos y que en realidad contiene 3000, es ubicado en una celda con Butch (Wallace Beery) y Morgan (Chester Morris), los dos líderes de los reclusos. Butch es alternativamente amenazante y amistoso, mientras que Morgan intenta ayudar al joven asustado e inexperto, pero Kent rechaza sus propuestas.
Cuando Butch es enviado a aislamiento por haber desatado una protesta a cause de la comida de la prisión, pasa su cuchillo antes de ser registrado, cuchillo que termina en las manos de Kent. Mientras tanto, a Morgan se le notifica que será puesto en libertad condicional. Antes de buscar en su celda, Kent esconde el cuchillo en la cama de Morgan. Cuando se encuentra, la libertad condicional de Morgan es cancelada, y él es puesto en aislamiento también. Por ello, jura hacer que Kent pague por lo que ha hecho.
Cuando Morgan sale de aislamiento, consigue escapar, cambiándose por un cadáver en el camino a la morgue, y se dirige a la librería dirigida por la bella hermana de Kent, Anne (Leila Hyams). Ella, sin embargo, lo reconoce y consigue quitarle el arma tras lo que se plantea llamar a la policía, pero finalmente cambia de opinión y le devuelve su pistola. Morgan (que se había sentido atraído por Anne desde que la vio en una fotografía que tenía Kent) consigue un trabajo y conoce mejor a Anne y su familia. A todos les gusta, especialmente a Anne. Sin embargo, es atrapado y enviado de vuelta a prisión.
Cuando Butch le cuenta a Morgan su plan para fugarse de la cárcel en Acción de Gracias, Morgan le dice que no va a acompañarle y que quiere hacer las cosas bien. A cambio de una promesa de libertad, Kent informa al alcaide (Lewis Stone) del intento, aunque no está al tanto de los detalles. A pesar de la advertencia, los reclusos logran hacerse con el control de la prisión, capturando a muchos de los guardias, aunque no consiguen salir. Frustrado, Butch amenaza con disparar a los guardias uno por uno a menos que se les permita escapar. Cuando el guardián se mantiene firme, Butch le dispara a la mano derecha a sangre fría, y luego arroja al hombre agonizante para que todos lo vean.
Los tanques del ejército son llamados para intentar entrar en la prisión por la fuerza. Morgan consigue una pistola del prisionero asignado para vigilar a los guardias y encuentra a Kent acobardado con el guardia pero lo salva. Kent entra en pánico y huye antes de que Morgan encierre a los guardias para salvarles la vida. Cuando Kent intenta abrir las puertas delanteras, es asesinado en el fuego cruzado. A Butch se le dice que Morgan fue el "chivato" que alertó al alcaide y se da cuenta de que había puesto a los guardias fuera de peligro, por lo que se propone matar a su antiguo amigo. En el tiroteo que sigue, ambos acaban heridos. Antes de morir, Butch se entera de que Kent en realidad era el informante, y él y Morgan se reconcilian. Por sus esfuerzos, Morgan recibe un perdón completo. Cuando sale de la prisión, Anne se apresura a abrazarlo.

## Versiones en otros idiomas
En los comienzos del cine sonoro, era habitual que los estudios de Hollywood produjeran versiones en otros idiomas de sus películas, usando los mismos decorados, vestuario, etc. Si bien muchas de estas cintas ya no existen, las películas rodadas en francés, español y alemán sobreviven, titulándose Révolte dans la prison y Menschen hinter Gittern. Las versiones en francés y español están disponibles junto con el original, en una set triple de los archivos de Warner.[cita requerida]

## Reparto
| - Chester Morris como Morgan. - Wallace Beery como Butch. - Lewis Stone como el alcaide. - Robert Montgomery como Kent. - Leila Hyams como Anne. - George F. Marion como Pop. - J. C. Nugent como Mr. Marlowe - Karl Dane como Olsen. - DeWitt Jennings como Wallace. | - Mathew Betz como Gopher. - Claire McDowell como Mrs. Marlowe - Robert Emmet O'Connor como Donlin. - Tom Kennedy como Tío Jed. - Tom Wilson como Sandy. - Eddie Foyer como Dopey. - Roscoe Ates como Putnam. - Fletcher Norton como Oliver. |

## Recepción
Mordaunt Hall del The New York Times la describió como «una película en la que la dirección, la fotografía, el trabajo de micrófono y la espléndida interpretación tienen prioridad sobre una historia insignificante».
Variety la calificó como un «melodrama viril y realista». John Mosher del semanario The New Yorker escribió: «Tan expertas son muchas de las escenas, tan efectivas en la fotografía, tan directas y libres de diálogo, que ciertos momentos obvios, tontos y aburridos casi pueden pasarse por alto.»